# Fregatvogels
De fregatvogels (Fregatidae) zijn grote zeevogels uit de orde van de Suliformes.

## Kenmerken
Fregatvogels zijn ruim een meter lang en hebben een spanwijdte van meer dan twee meter. Ondanks deze grote vleugels is de fregatvogel vrij licht en daardoor goed in staat tot zweven en vliegen. De mannetjes hebben in de paartijd een roodgekleurde keelzak die ze kunnen "opblazen". De vrouwtjes hebben een witte vlek op de borst. Zowel de mannetjes als de vrouwtjes hebben twee lange staartveren, die ze als een schaar kunnen sluiten of openen, mogelijk om ermee te sturen.

## Leefwijze
Uren achtereen kan hij boven de golven zweven, speurend naar prooi. Aan het wateroppervlak vangt de fregatvogel vooral (vliegende) vissen en weekdieren. Soms ontfutselt hij sterns, pelikanen, of jagers hun prooi. Dit zogenaamde kleptoparasitisme is een eigenschap die bij de meeste soorten fregatvogels sterk ontwikkeld is. Als hij een prooi ontdekt heeft, worden de vleugels opgevouwen en schiet de vogel in een snelle duikvlucht naar beneden. Als ze het wateroppervlak tot op enkele centimeters zijn genaderd, worden de vleugels weer ontvouwen en zweven ze weer omhoog, met uiteraard een prooi in de snavel. Ze zullen nooit op het water landen, omdat ze niet in staat zijn om dan weer op te stijgen. Het verenkleed van deze vogel is namelijk niet waterafstotend, de fregatvogel kan daardoor niet zwemmen en duiken.

## Voortplanting
Mannetjes fregatvogels zetten, wanneer zij vrouwtjes het hof willen maken, een zeer grote rode keelzak op. De felheid van de rode kleur geeft vaak de conditie van het mannetje aan, waardoor de mannetjes met fellere keelzakken aantrekkelijker zijn voor de vrouwtjes.

## Verspreiding en leefgebied
Vertegenwoordigers van deze familie komen voor in de tropische oceanen. Fregatvogels nestelen in grote kolonies aan de kust of op naburige eilanden.

## Taxonomie
Het volgende geslacht is bij de familie ingedeeld:
- Fregata Lacépède, 1799

Anhingidae (Slangenhalsvogels) · Fregatidae (Fregatvogels) · Phalacrocoracidae (Aalscholvers) · Sulidae (Jan-van-gents en genten)